# Stephan Burger
Stephan Burger (* 29. dubna 1962 Freiburg im Breisgau) je arcibiskup arcidiecéze freiburské a metropolita freiburské církevní provincie.

## Život
Narodil se ve Freiburgu, ale dětství strávil v Löffingenu. Má dva bratry a jednu sestru. Jeden z jeho bratrů je arciopatem Arciopatství sv. Martina v Beuronu.
Teologii studoval v Mnichovu a ve Freiburgu, kde byl 20. května 1990 vysvěcen na kněze.
Dne 30. června 2014 jej Jeho Svatost papež František jmenoval patnáctým arcibiskupem arcidiecéze freiburské.
Mimo to je také členem Světové církevní komise.